# Географія Монтсеррату
Монтсеррат — північноамериканська країна, що знаходиться в групі Малих Антильських островів Карибського регіону. Загальна площа країни 102 км² (226-те місце у світі), з яких на суходіл припадає 102 км², а на поверхню внутрішніх вод — 0 км². Площа країни трохи менша за площу території Святошинського району міста Києва. 

## Назва
Офіційна назва — Монтсеррат (англ. Montserrat). Назва країни походить від назви однойменного острова, який відкрив Христофор Колумб 1493 року і назвав Санта-Марія-де-Монсеррат на честь монастиря Пресвятої Богородиці Монсеррат в Іспанії поблизу Барселони. У топонімі Монтсеррат «монте» буквально означає гори, а «серрат» — зубчасті, скелясті, або «саградо» — священний.

## Географічне положення
Монтсеррат — північноамериканська острівна країна, що не має сухопутного державного кордону. Острів лежить в групі Навітряних островів Малих Антильських островів. За формою схожий на острів Шрі-Ланка, в довжину 16 км, у ширину 11 км. Монтсеррат на заході омивається водами Карибського моря, на сході — водами Атлантичного океану. Острів на північному сході межує з Антигуа й Барбудою, на південному сході із французькою Гваделупою. Загальна довжина морського узбережжя 40 км.

Морські кордони країн Карибського регіону

Згідно з Конвенцією Організації Об'єднаних Націй з морського права (UNCLOS) 1982 року, протяжність територіальних вод країни встановлено в 3 морські милі. Виключна рибальська зона встановлена на відстань 200 морських миль (370,4 км) від узбережжя.
Час у Монтсерраті: UTC−4 (−6 годин різниці часу з Києвом).

## Геологія
Надра Монтсеррату не багаті на корисні копалини, розвідані запаси і поклади відсутні.

## Рельєф
Середні висоти — дані відсутні; найнижча точка — рівень вод Карибського моря (0 м); найвища точка — вершина Шанс-Пік діючого вулкану Суфрієр (915—1050 м). Острів вулканічного походження. Вздовж узбережжя простягається низовина. Загалом на острові налічується 9 вулканічних кратерів, які розташовані на трьох гірських масивах: на півночі гора Сілвер-Гілл (392 м), в центрі Центр-Гілл (747 м), а на півдні найбільша й найвища гірська гряда Суфрієр (915 м). Низинною частиною острова вважається його узбережжя, яке лише в деяких місцях має широту понад 500 м.
- Річмонд Гілл (Ricmond Hill)
- Сент-Джордж Гілл (St. George's Hill)
- Ґарібальді Гілл (Garibaldi Hill)
- Чансіс Пік (Chances Peak)
- Кастл Пік (Castle Peak)
- Рочес Маунтайн (Roche's Mountain)
- Кеті Гілл (Katy Hill)
- Сілвер Гілл (Silver Hill)
- Вінді Гілл (Windi Hill)
- Суфрієр Саут Гілл (South Soufriere Hill)
- Суфрієр Ґолвей (Soufriere Galway)

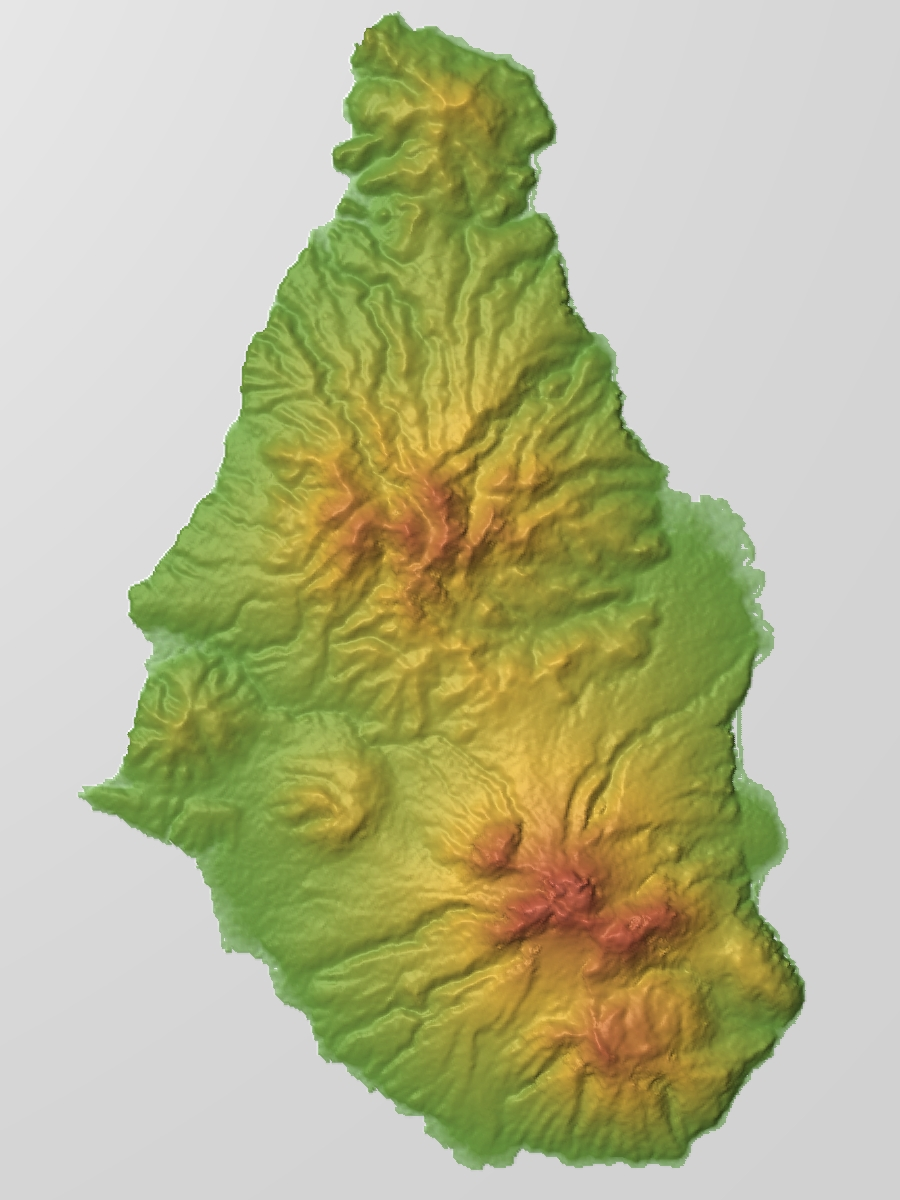
Рельєф Монтсеррату
Гіпсометрична карта Монтсеррату
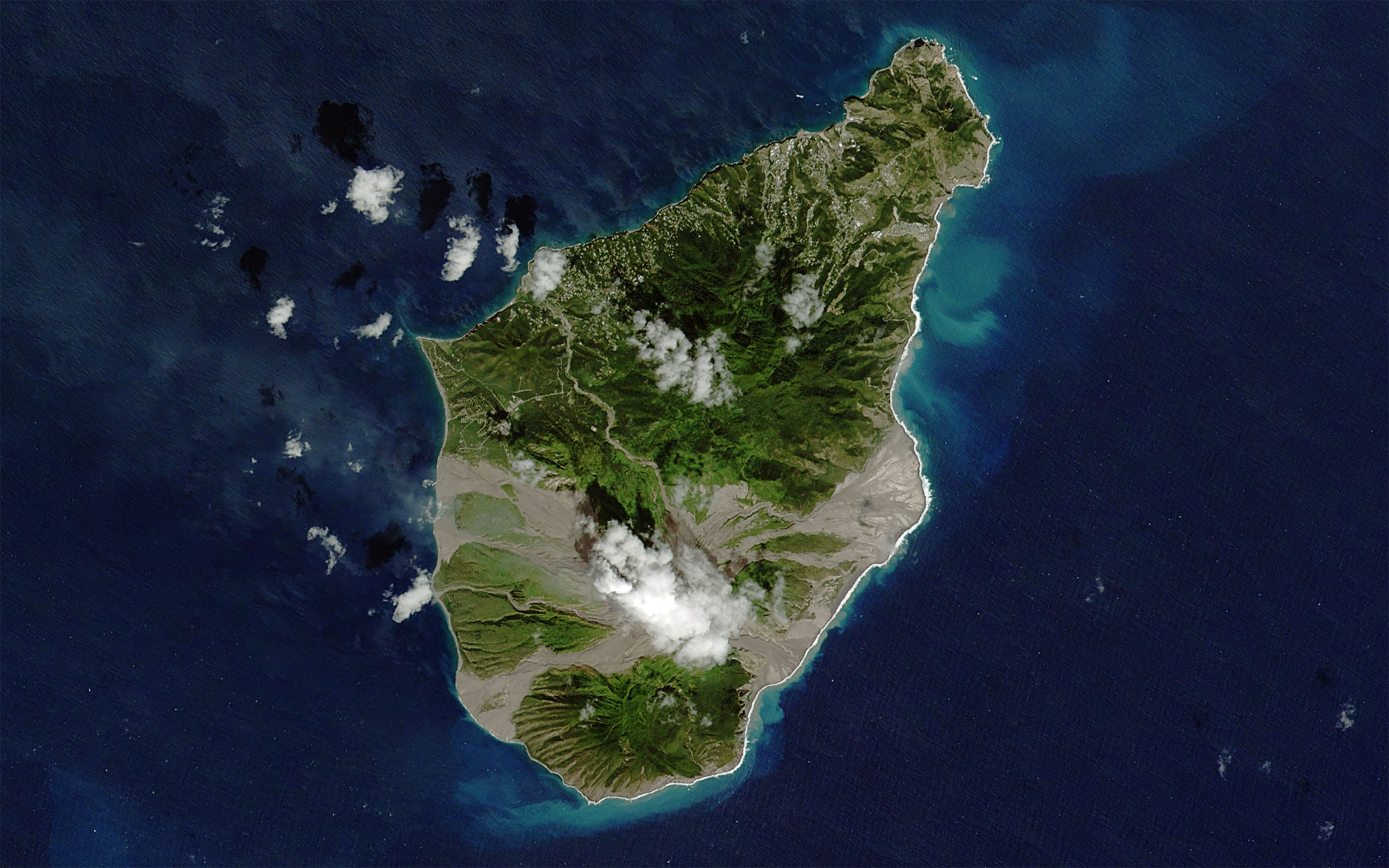
Супутниковий знімок поверхні країни
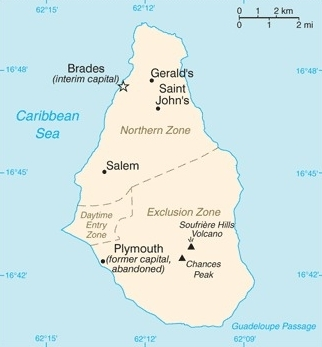
Карта країни (англ.)
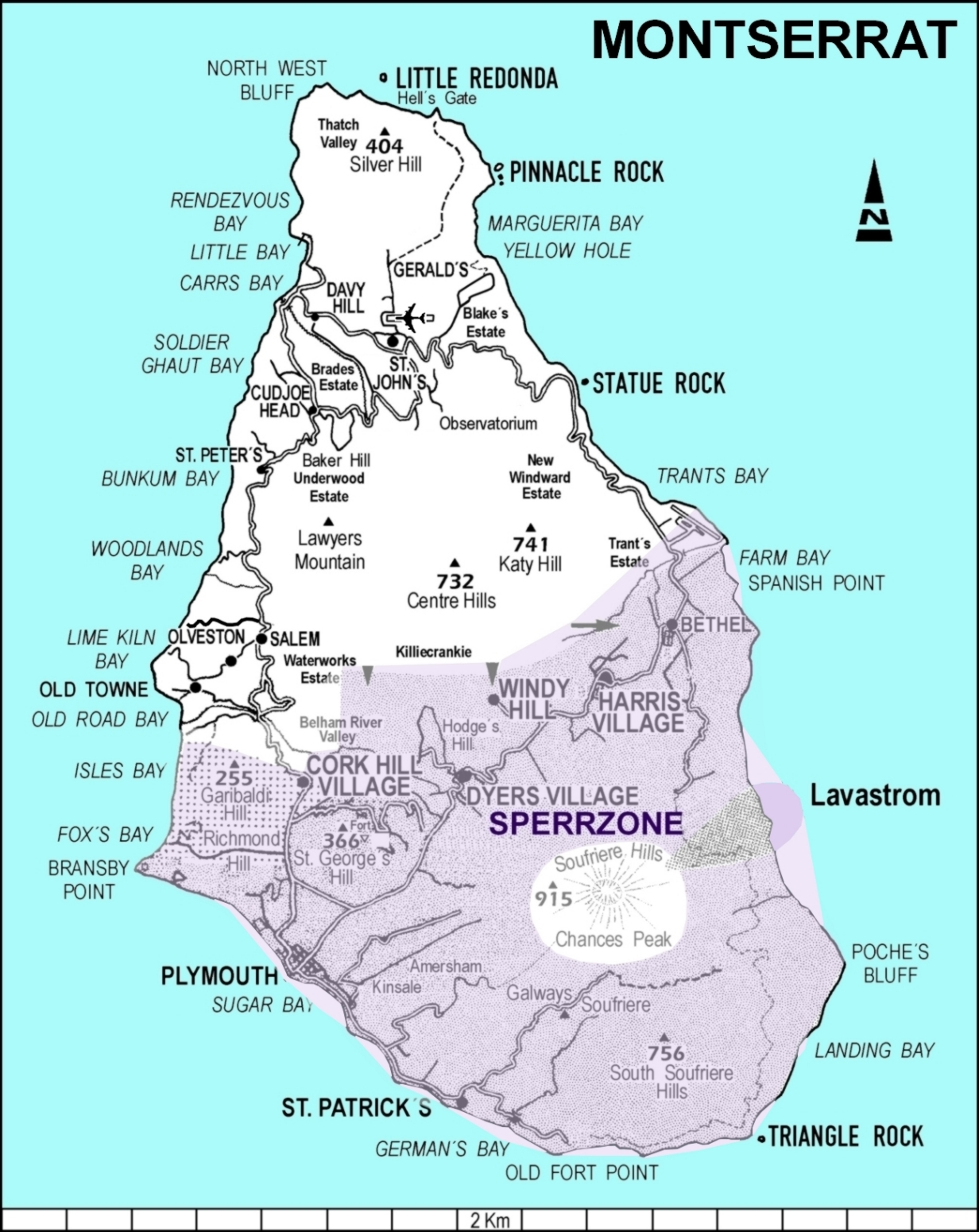
Карта країни (нім.)

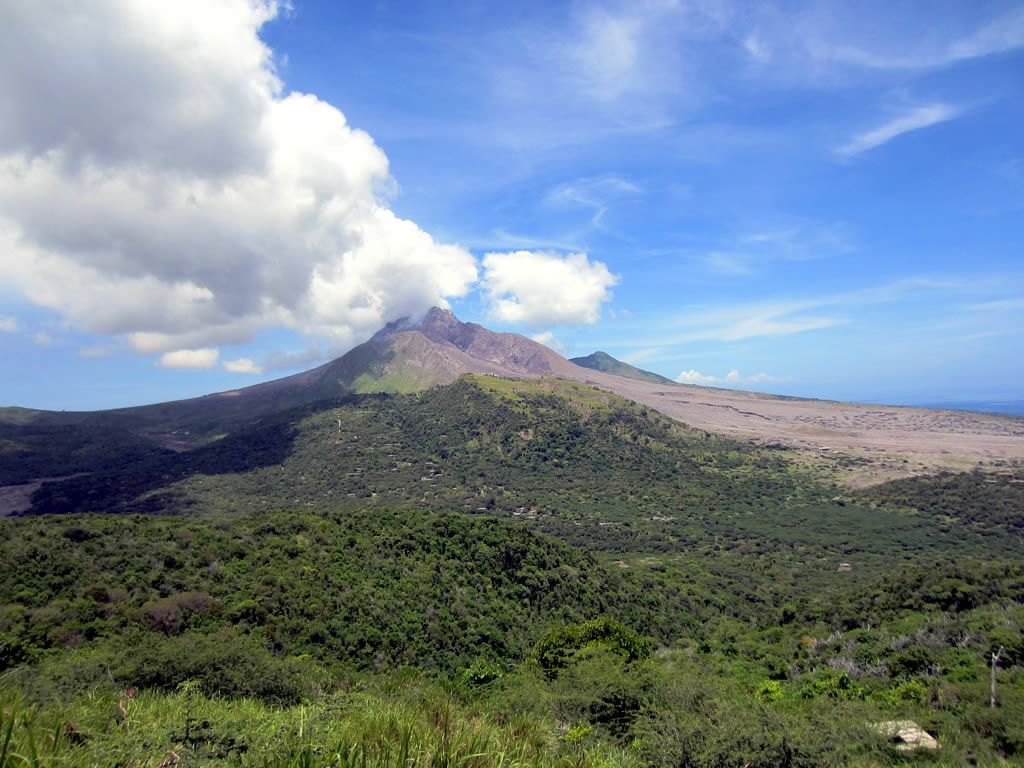
Вулкан Суфрієр
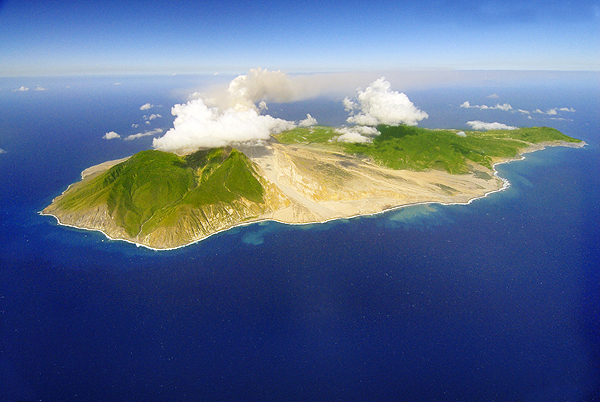
Монтсеррат з висоти пташиного польоту

### Узбережжя
Берегова лінія острова становить близько 40 км і сформована вулканічними напливами, тож при взаємодії з карибськими хвилями утворилися кам'янисті кручі у висоту 10—15 м. Піщані лагуни рідкісні, утворені в пониззі й річищах невеличких річок.

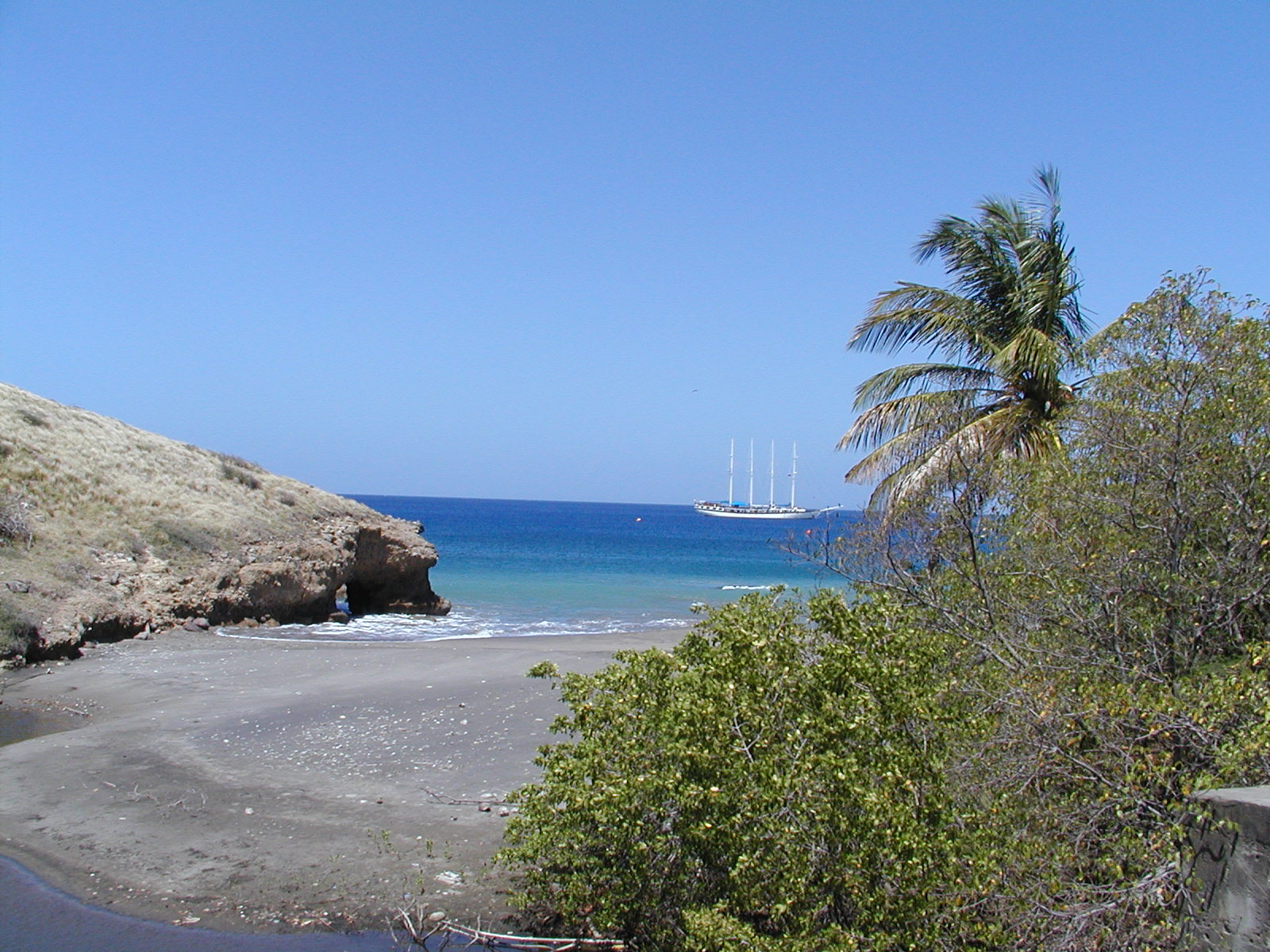
Літтл-Бей
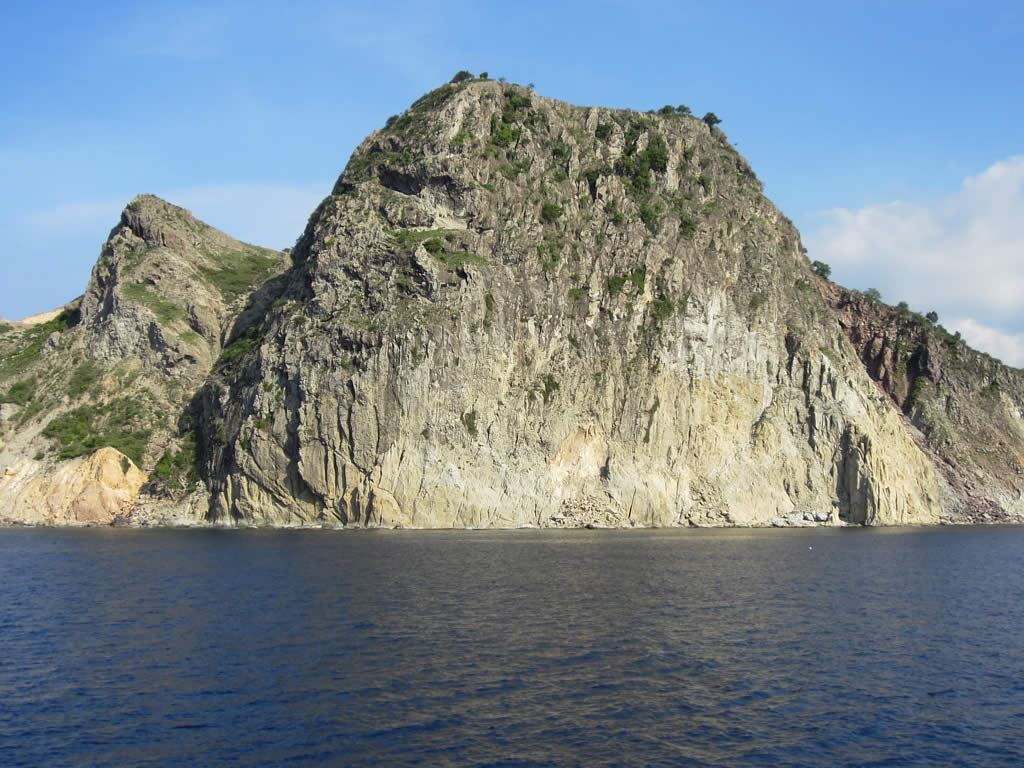
Норт-Вест-Блафф
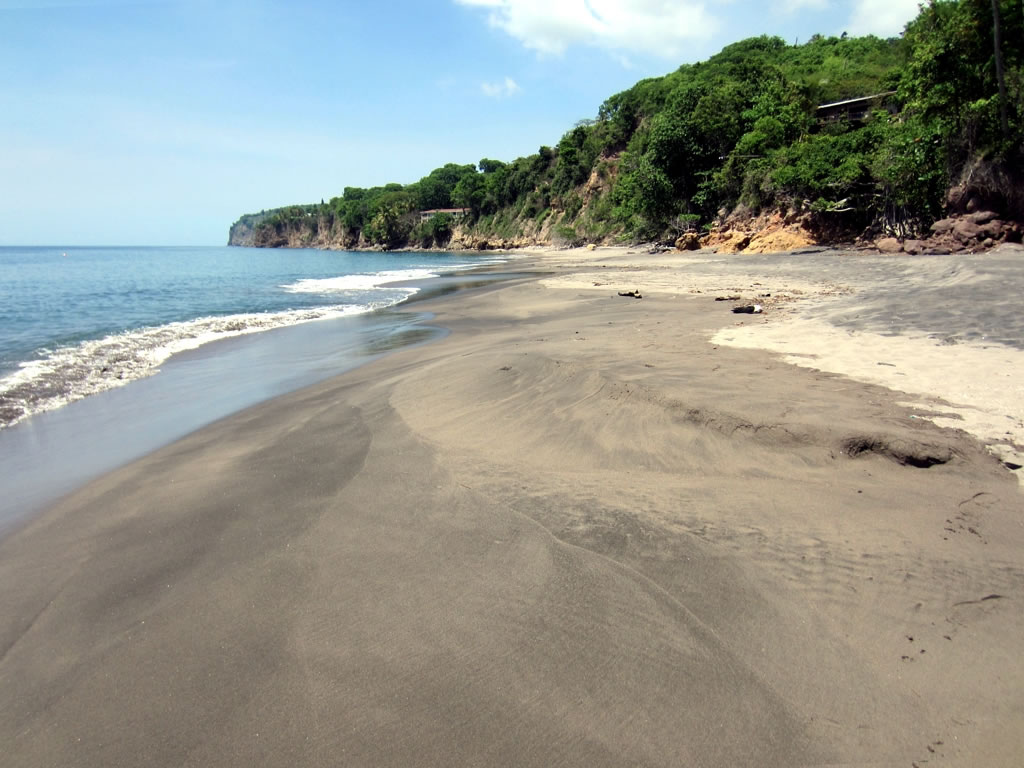
Вудлендс-Біч
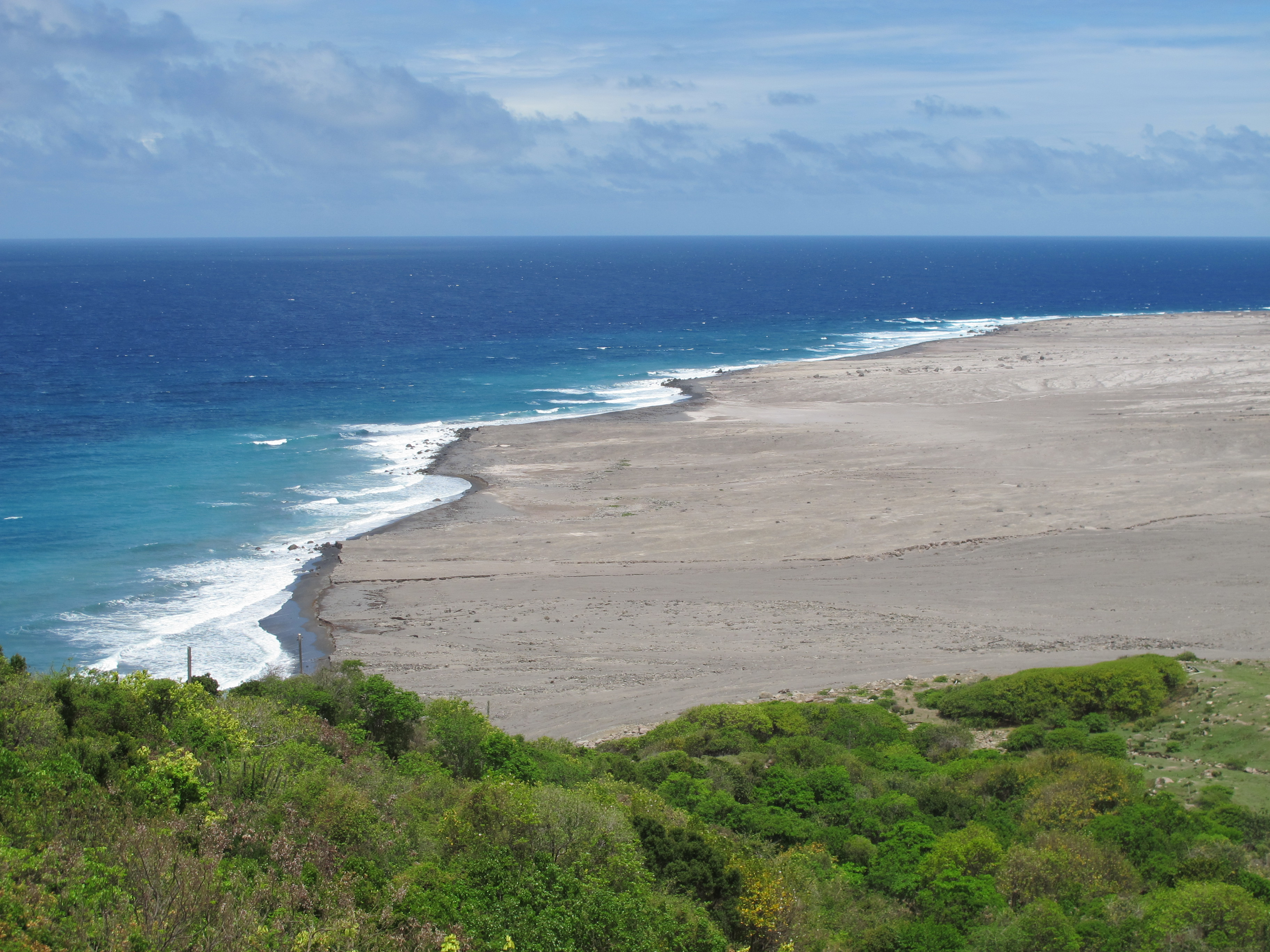
Нове узбережжя

## Клімат
Територія Монтсеррату лежить у тропічному кліматичному поясі. Увесь рік панують тропічні повітряні маси. Сезонний хід температури повітря чітко відстежується. Переважають східні пасатні вітри, достатнє зволоження (на підвітряних схилах відчувається значний дефіцит вологи). У теплий сезон з морів та океанів часто надходять тропічні циклони.

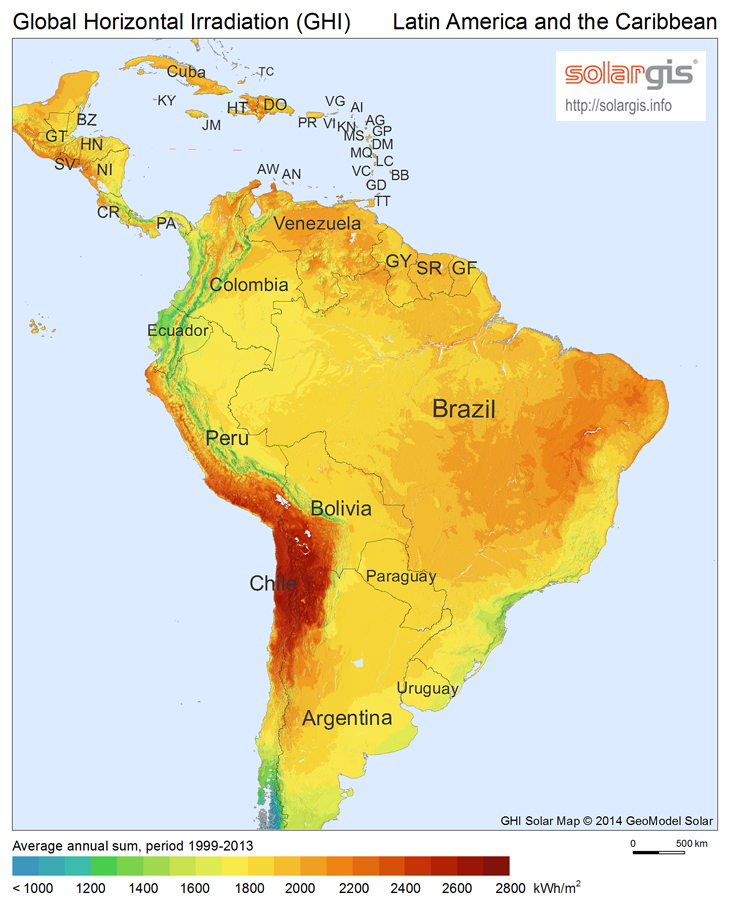
Сонячна радіація (англ.)
Кліматична карта Антильських островів за Кеппеном

| Клімат Плімута          | Клімат Плімута | Клімат Плімута | Клімат Плімута | Клімат Плімута | Клімат Плімута | Клімат Плімута | Клімат Плімута | Клімат Плімута | Клімат Плімута | Клімат Плімута | Клімат Плімута | Клімат Плімута | Клімат Плімута |
| Показник                | Січ.           | Лют.           | Бер.           | Квіт.          | Трав.          | Черв.          | Лип.           | Серп.          | Вер.           | Жовт.          | Лист.          | Груд.          | Рік            |
| Абсолютний максимум, °C | 32             | 33             | 34             | 34             | 36             | 37             | 37             | 37             | 36             | 34             | 37             | 33             | 37             |
| Середній максимум, °C   | 29             | 30             | 31             | 31             | 32             | 32             | 33             | 33             | 32             | 31             | 30             | 29             |                |
| Середній мінімум, °C    | 23             | 23             | 24             | 24             | 24             | 25             | 25             | 25             | 24             | 24             | 24             | 23             |                |
| Абсолютний мінімум, °C  | 17             | 18             | 18             | 18             | 19             | 21             | 22             | 22             | 21             | 19             | 19             | 18             |                |
| Норма опадів, мм        | 122            | 86             | 112            | 89             | 97             | 112            | 155            | 183            | 168            | 196            | 180            | 140            | 1640           |
| ----------------------- | -------------- | -------------- | -------------- | -------------- | -------------- | -------------- | -------------- | -------------- | -------------- | -------------- | -------------- | -------------- | -------------- |
| Джерело: BBC Weather    |                |                |                |                |                |                |                |                |                |                |                |                |                |

Монтсеррат не є членом Всесвітньої метеорологічної організації (WMO).

## Внутрішні води
Станом на 2012 рік зрошувані землі в країні були відсутні.
Річки країни належать басейну Атлантичного океану. Річки острова невеличкі, вони витікають із верхів'їв гір та вулканічних ущелин, додатково живляться потоками тропічних лісів й стрімко впадають до моря. Унаслідок природного різкого перепаду висот формуються стрімкі перекати й водоспади, а також глибокі ущелини.

## Рослинність
Практично весь острів покритий тропічними лісами, вузька прибережна рівнина піднімається до внутрішніх пагорбів та гірських пасом.

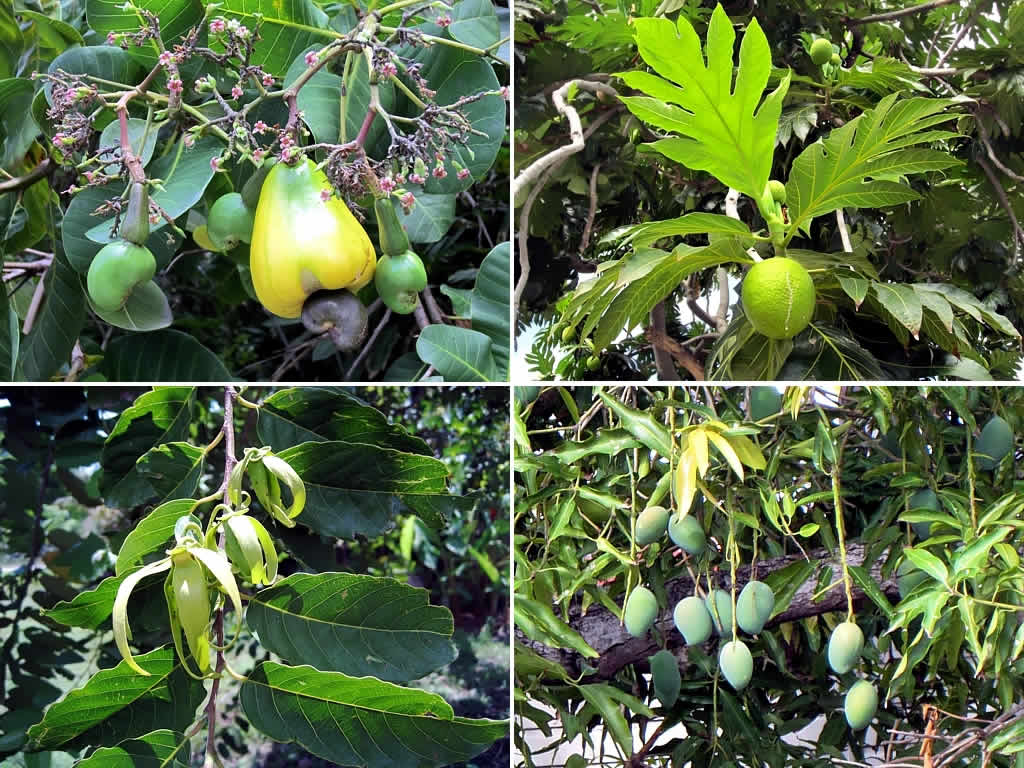
Флора Монтсеррату
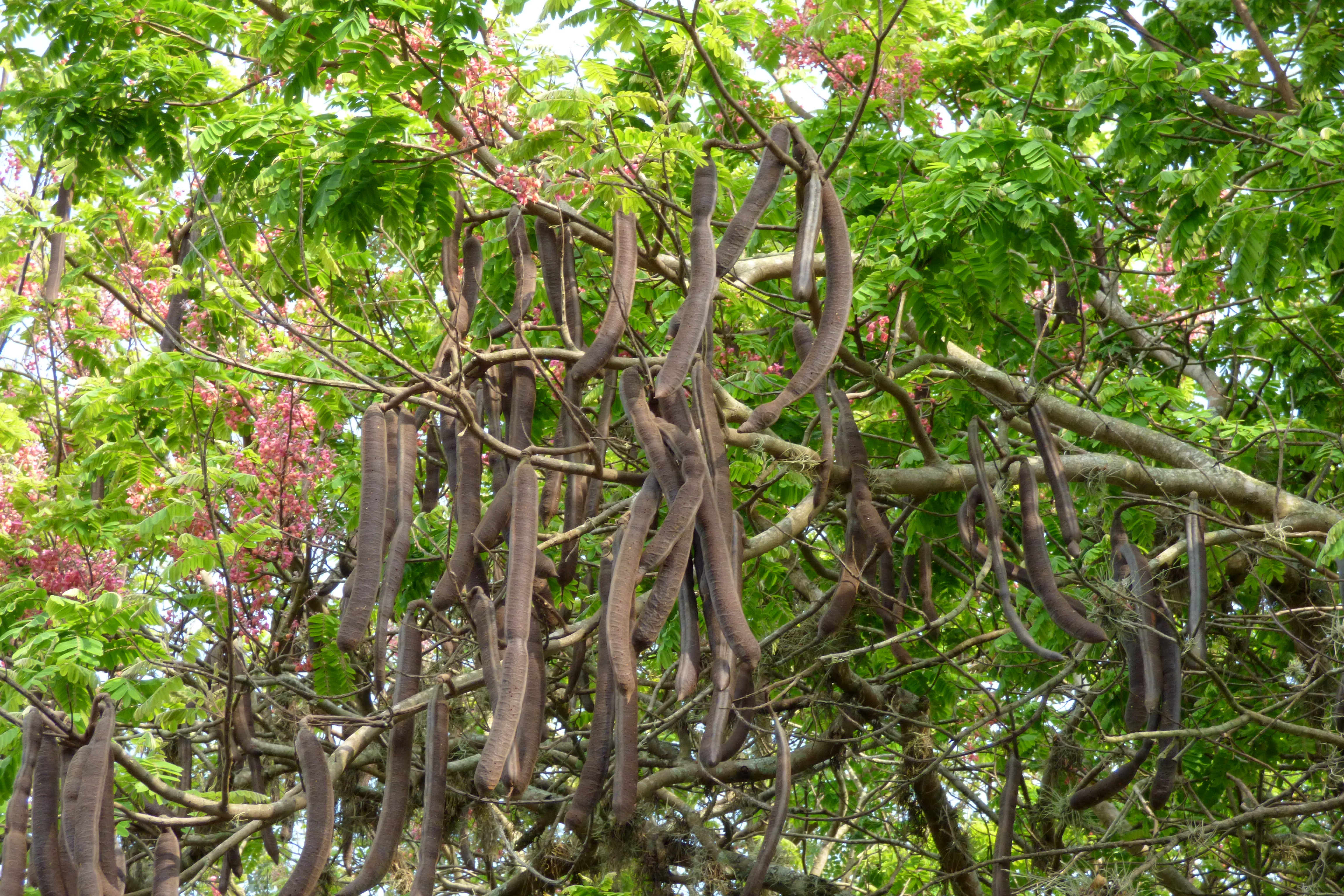
Кассія

Земельні ресурси Монтсеррату (оцінка 2011 року):
- придатні для сільськогосподарського обробітку землі — 30 %,
  - орні землі — 20 %,
  - багаторічні насадження — 0 %,
  - землі, що постійно використовуються під пасовища — 10 %;
- землі, зайняті лісами і чагарниками — 25 %;
- інше — 45 %[1].

## Тваринний світ
Зоогеографічно територія країни належить до Антильської підобласті Неотропічної області.

## Стихійні лиха та екологічні проблеми
На території країни спостерігаються небезпечні природні явища і стихійні лиха: постійні виверження вулкану Суфрієр-Гіллс (915 м) починаючи з 1995 року зробили половину острова непридатною для проживання, 1997 року зруйновано столицю місто Плімут; нечасті урагани (з червня по листопад).

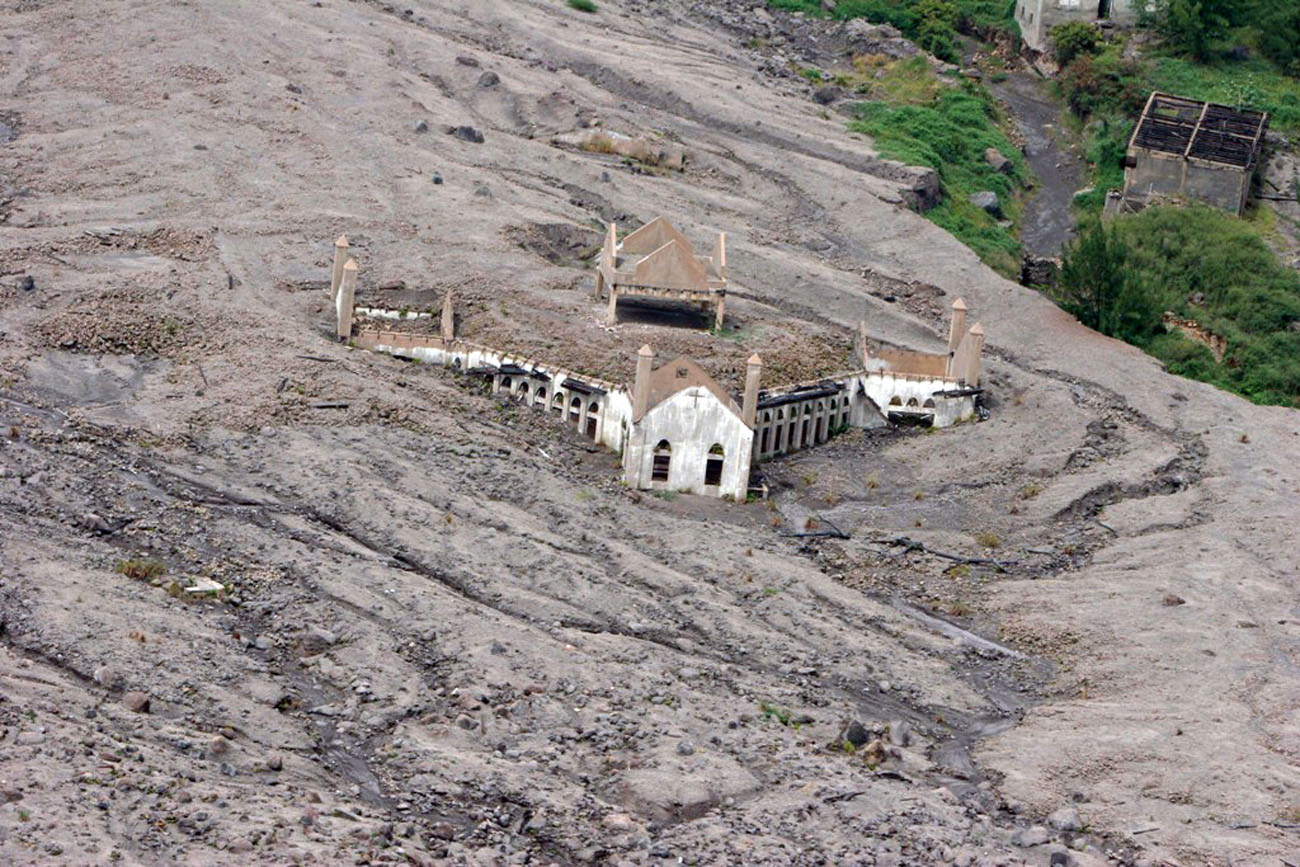
Наслідки виверження Суфрієру
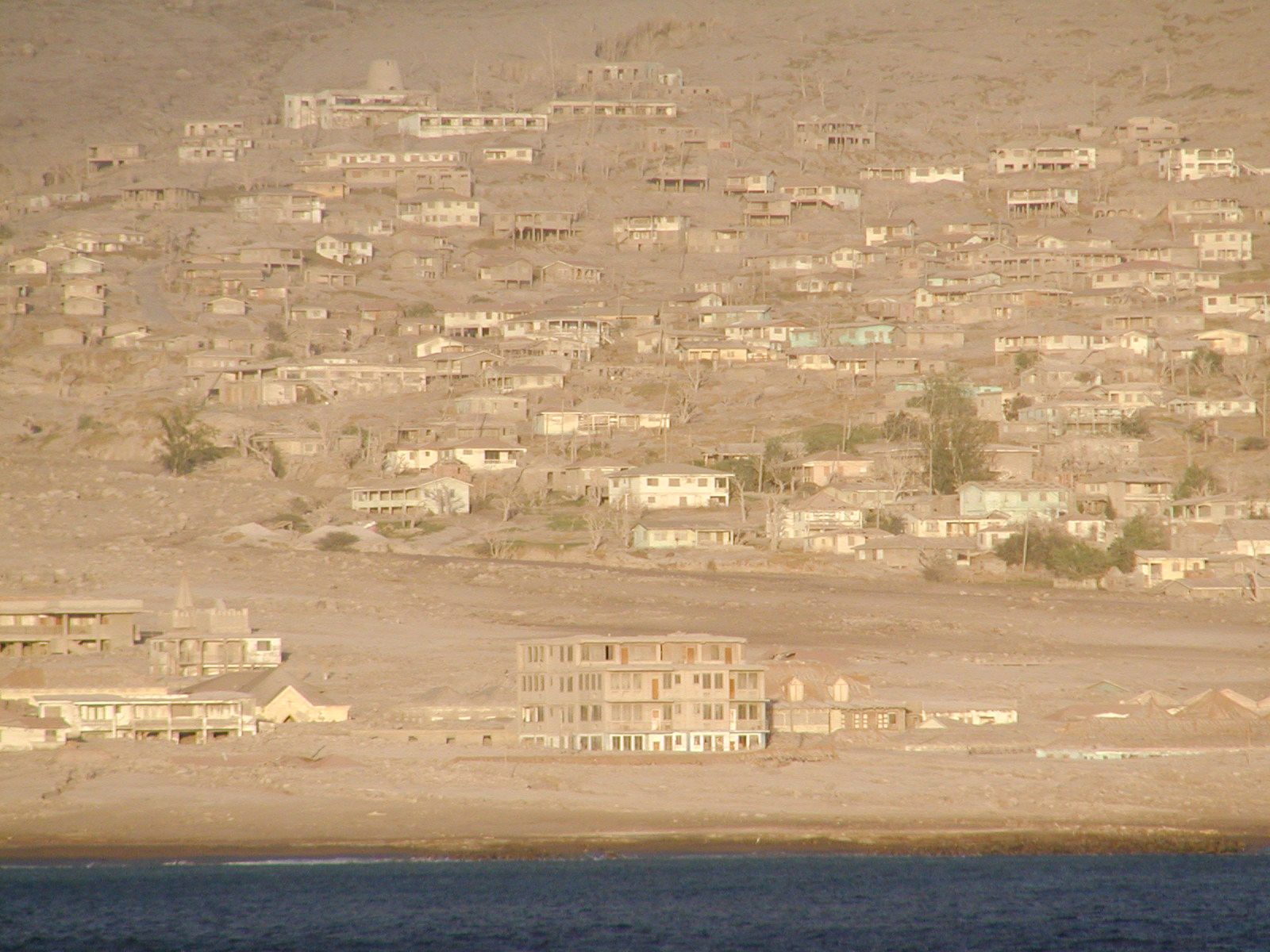
Засипаний попелом Плімут
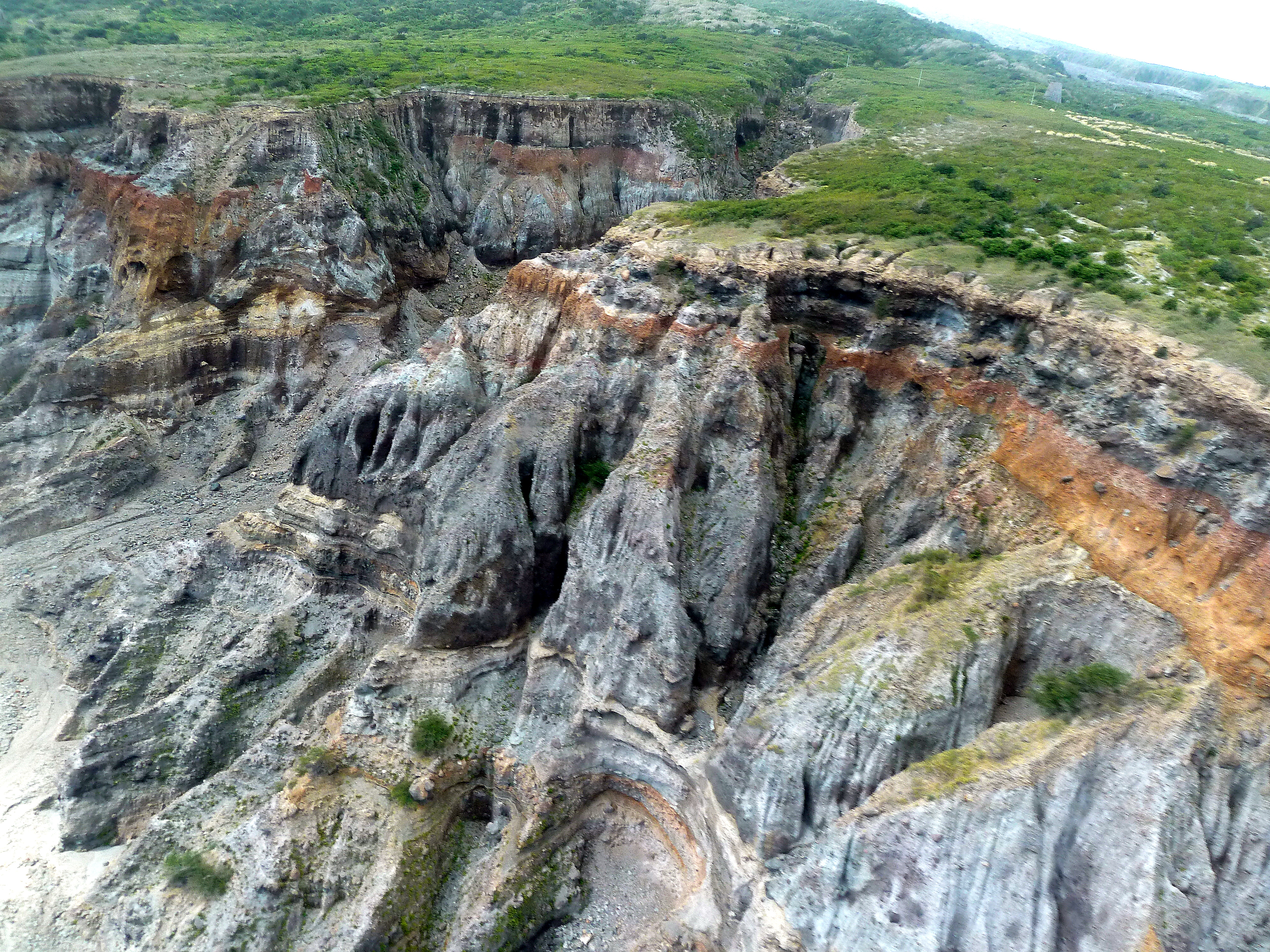
Ерозія вулканічних схилів
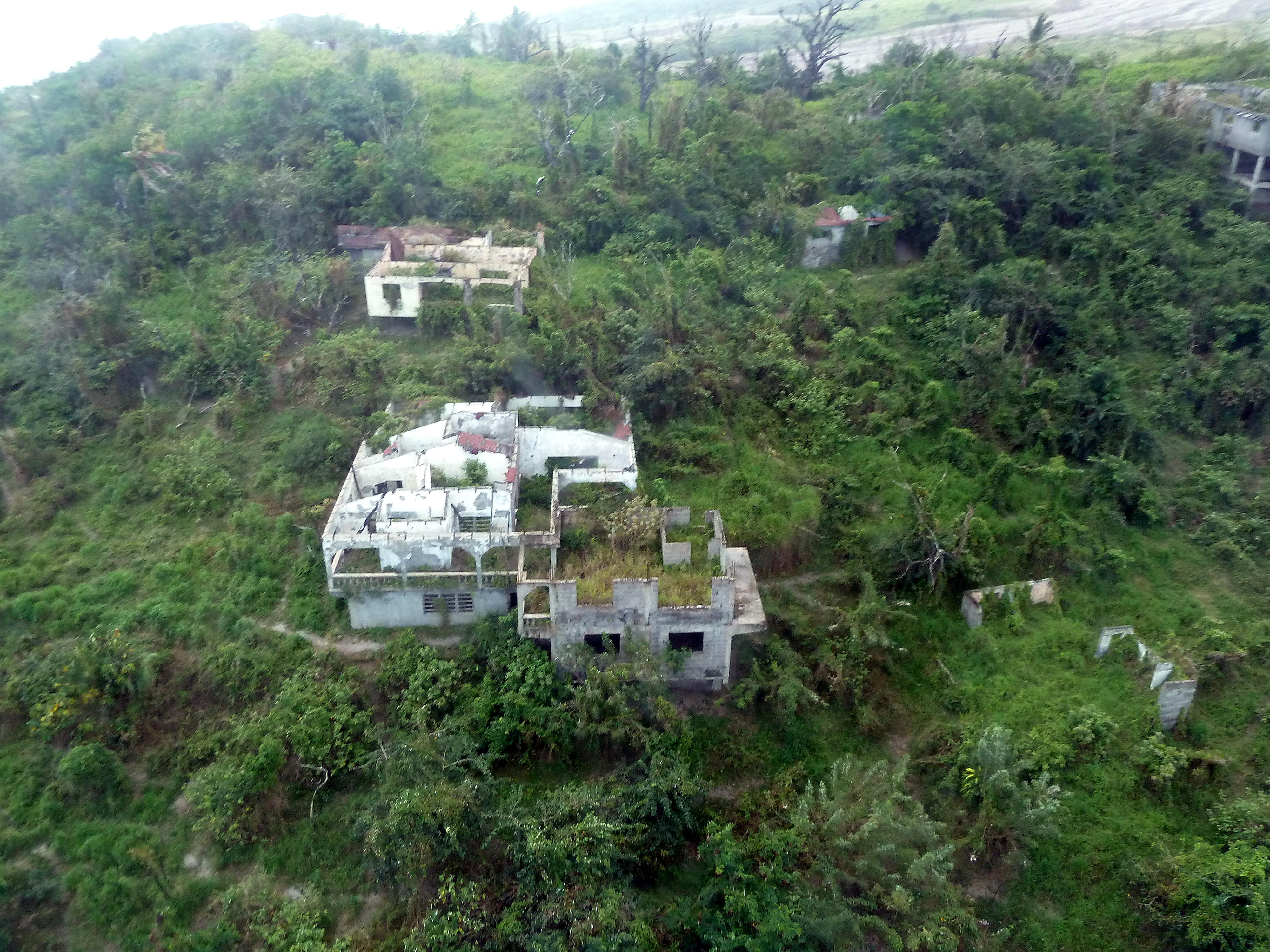
Закинуті поселення

Серед екологічних проблем варто відзначити:
- ерозію ґрунтів на вулканічних схилах через розчищення нових земель під сільське господарство, внаслідок знищення старих вулканічним виверженням.

## Фізико-географічне районування
У фізико-географічному відношенні територію Монтсеррату можна розділити на 3 райони, що відрізняються один від одного рельєфом, кліматом, рослинним покривом: Територію Монтсеррату ділять на три фізико-географічні райони:
- Прибережний район охоплює низовину, видовжену вздовж усього узбережжя, шириною від 30 до 500 метрів, яка перетинається нижніми течіями декількох річок.
- Північна частина острова, безпечна в геологічному плані, оскільки складається з невеликого передгір'я. Висоти коливаються між 150—400 м. Малі річки утворюють пороги й водоспади. Також, поширені вологі тропічні ліси.
- Центральна й південна гірська частина — гірська гряда з передгір'ям, висотою від 300 до 950 метрів. Складена з магматичних порід та нині діючими вулканами. Річки, глибоко врізаючись у поверхню плата, утворюють численні пороги. Поширені вологі тропічні ліси.

### Українською
- Атлас світу / голов. ред. І. С. Руденко ; зав. ред. В. В. Радченко ; відп. ред. О. В. Вакуленко. — К. : ДНВП «Картографія», 2005. — 336 с. — ISBN 9666315467.
- Атлас. 7 клас. Географія материків і океанів / Укладачі О. Я. Скуратович, Н. І. Чанцева. — К. : ДНВП «Картографія», 2014.
- Бєлозоров С. Т. Географія материків. — К. : Вища школа, 1971. — 371 с.
- Барановська О. В. Фізична географія материків і океанів : навч. посіб. для студентів ВНЗ : [у 2 ч.]. — Н. : Ніжинський державний університет ім. Миколи Гоголя, 2013. — 306 с. — ISBN 978-617-527-106-3.
- Монтсеррат // Гірничий енциклопедичний словник : [у 3-х тт.] / за ред. В. С. Білецького. — Д. : Східний видавничий дім, 2004. — Т. 3. — 752 с. — ISBN 966-7804-78-X.
- Дубович І. А. Країнознавчий словник-довідник. — 5-те вид., перероб. і доп. — К. : Знання, 2008. — 839 с. — ISBN 978-966-346-330-8.
- Економічна і соціальна географія країн світу. Навчальний посібник / За ред. Кузика С. П. — Л. : Світ, 2002. — 672 с. — ISBN 966-603-178-7.
- Панасенко Б. Д. Фізична географія материків : навч. посіб. : в 2 ч. — В. : ЕкоБізнесЦентр, 1999. — 200 с.
- Юрківський В. М. Регіональна економічна і соціальна географія. Зарубіжні країни: Підручник. — 2-ге. — К. : Либідь, 2001. — 416 с. — ISBN 966-06-0092-5.

### Англійською
- (англ.) Graham Bateman. The Encyclopedia of World Geography. — Andromeda, 2002. — 288 с. — ISBN 1871869587.
- (англ.) Donovan, Steven K.; Jackson, Trevor A. (1994). Caribbean Geology: An Introduction. University of West Indies. с. 289. ISBN 9764100333.

### Російською
- (рос.) Монтсеррат // Латинская Америка. Энциклопедический справочник [в 2-х тт.] / Главный редактор В. В. Вольский. — М. : Советская энциклопедия, 1982. — Т. 2. К-Я. — 656 с.
- (рос.) Авакян А. Б., Салтанкин В. П., Шарапов В. А. Водохранилища. — М. : Мысль, 1987. — 326 с. — (Природа мира)
- (рос.) Алисов Б. П., Берлин И. А., Михель В. М. Курс климатологии [в 3-х тт.] / под. ред. Е. С. Рубинштейн. — Л. : Гидрометеоиздат, 1954. — Т. 3. Климаты земного шара. — 320 с.
- (рос.) Апродов В. А. Вулканы. — М. : Мысль, 1982. — 368 с. — (Природа мира)
- (рос.) Апродов В. А. Зоны землетрясений. — М. : Мысль, 2010. — 462 с. — (Природа мира) — ISBN 978-5-244-01122-7.
- (рос.) Букштынов А. Д., Грошев Б. И., Крылов Г. В. Леса. — М. : Мысль, 1981. — 316 с. — (Природа мира)
- (рос.) Власова Т. В. Физическая география материков. С прилегающими частями океанов. Евразия, Северная Америка. — 4-е, перераб. — М. : Просвещение, 1986. — 417 с.
- (рос.) Гвоздецкий Н. А. Карст. — М. : Мысль, 1981. — 214 с. — (Природа мира)
- (рос.) Гвоздецкий Н. А., Голубчиков Ю. Н. Горы. — М. : Мысль, 1987. — 400 с. — (Природа мира)
- (рос.) Географический энциклопедический словарь: географические названия / под. ред. А. Ф. Трёшникова. — 2-е изд., доп. — М. : Советская энциклопедия, 1989. — 585 с. — ISBN 5-85270-057-6.
- (рос.) Дорст Ж. Центральная и Южная Америка. — М. : Прогресс, 1977. — 318 с. — (Континенты, на которых мы живем)
- (рос.) Исаченко А. Г., Шляпников А. А. Ландшафты. — М. : Мысль, 1989. — 504 с. — (Природа мира) — ISBN 5-244-00177-9.
- (рос.) Каплин П. А., Леонтьев О. К., Лукьянова С. А., Никифоров Л. Г. Берега. — М. : Мысль, 1991. — 480 с. — (Природа мира) — ISBN 5-244-00449-2.
- (рос.) Словарь современных географических названий / под общей редакцией акад. В. М. Котлякова. — Екатеринбург : У-Фактория, 2006.
- (рос.) Литвин В. М., Лымарев В. И. Острова. — М. : Мысль, 2010. — 288 с. — (Природа мира) — ISBN 978-5-244-01129-6.
- (рос.) Лобова Е. В., Хабаров А. В. Почвы. — М. : Мысль, 1983. — 304 с. — (Природа мира)
- (рос.) Максаковский В. П. Географическая картина мира. Книга I: Общая характеристика мира. — М. : Дрофа, 2008. — 495 с. — ISBN 978-5-358-05275-8.
- (рос.) Максаковский В. П. Географическая картина мира. Книга II: Региональная характеристика мира. — М. : Дрофа, 2009. — 480 с. — ISBN 978-5-358-06280-1.
- (рос.) Монтсеррат // Поспелов Е. М. Топонимический словарь. — М. : АСТ, 2005. — 229 с. — ISBN 5-17-016407-6.
- (рос.) География / под ред. проф. А. П. Горкина. — М. : Росмэн-Пресс, 2006. — 624 с. — (Современная иллюстрированная энциклопедия) — ISBN 5-353-02443-5.
- (рос.) Физико-географический атлас мира. — М. : Академия наук СССР и ГУГК СССР, 1964. — 298 с.
- (рос.) Энциклопедия стран мира / глав. ред. Н. А. Симония. — М. : НПО «Экономика» РАН, отделение общественных наук, 2004. — 1319 с. — ISBN 5-282-02318-0.